# Sully (Saône-et-Loire)
Sully település Franciaországban, Saône-et-Loire megyében. Lakosainak száma 489 fő (2022. január 1.). Sully Viévy, Thury, Auxy, Curgy, Épinac és Saint-Léger-du-Bois községekkel határos.

## Népesség
A település népessége az elmúlt években az alábbi módon változott:
| Lakosok száma | 521  | 507  | 518  | 496  | 491  | 488  | 490  | 489  | 489  |
|               | 2013 | 2015 | 2016 | 2017 | 2018 | 2019 | 2020 | 2021 | 2022 |